# Jean-Jacques Willmar
Jean-Jacques Madeleine Willmar (Lussemburgo, 6 marzo 1792 – Lussemburgo, 20 novembre 1866) è stato un politico lussemburghese.
È stato Primo Ministro del Lussemburgo dal 2 dicembre 1848 al 23 settembre 1853.

## Biografia
Jean-Jacques Willmar nacque a Lussemburgo il 6 marzo 1792, figlio di Jean-Georges Willmar (1763-1831), governatore del Lussemburgo all'epoca di Guglielmo I. Suo fratello fu Jean-Pierre Willmar, futuro ministro della guerra belga.
Nel 1814 si laureò in diritto all'Università di Parigi e divenne avvocato al foro della città di Lussemburgo ove nel 1824 venne nominato giudice.
Nel 1830, con lo scoppio della Rivoluzione belga, due dei suoi fratelli Étienne e Léonard presero parte agli scontri parteggiando per i rivoltosi, mentre Jean-Jacques come suo padre rimase fedele alla causa di Guglielmo I. Nel 1831, ad ogni modo, venne chiamato a far parte della commissione governativa e nel 1840 divenne procuratore generale.
Dal 1841 divenne membro dell'Assemblea degli Stati e poi dal 1848 fu deputato lussemburghese al parlamento di Francoforte per poi essere nominato alla carica di primo ministro dal 2 dicembre di quell'anno sino al 23 settembre 1853, ricoprendo simultaneamente anche le cariche di ministro degli affari esteri, della giustizia, della cultura e dell'istruzione pubblica.
Dopo il periodo come primo ministro, dal 1857 e sino al 1866, fu membro del Consiglio di Stato.
Morì a Lussemburgo il 20 novembre 1866.

## Onorificenze
| Controllo di autorità | VIAF (EN) 44146462577027770443 · CERL cnp02021613 · GND (DE) 1101238100 |